# 梁肅戎
梁肅戎（1920年8月8日—2004年8月27日），中華民國遼北省昌圖縣人，日本明治大學法學博士、律師。曾任立法委員、立法院院長、中國國民黨中央常務委員、中國國民黨中央評議委員會主席團主席、總統府資政。

## 生平

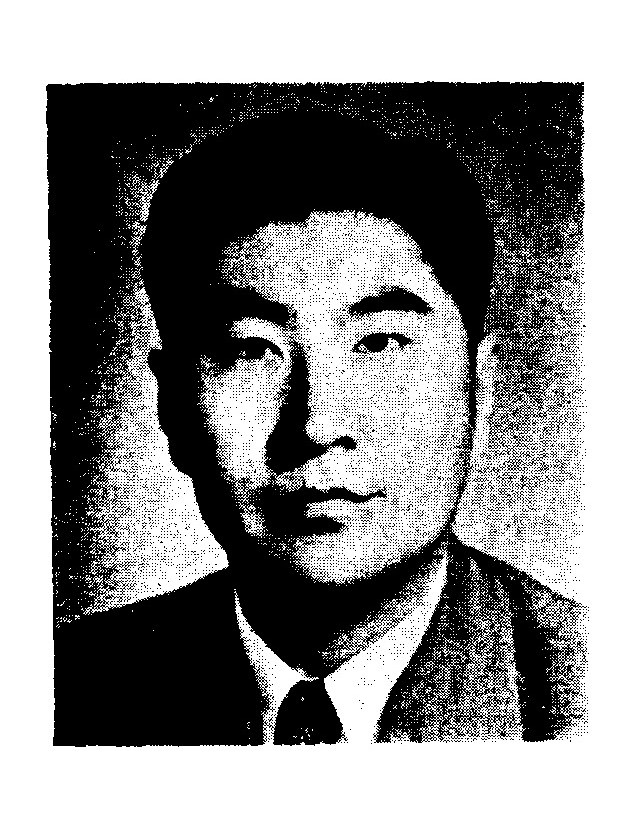
1953年的梁肅戎

1920年出生於中華民國奉天省昌图县，在家中排行第三。先祖原籍廣東，後來移居山東，曾祖父於同治光緒時自濟南府遷居至昌圖縣鴜鷺樹鎮。父親梁文玉，在東北易幟後曾任該縣區長。
1933年入讀昌圖縣立中學初中部，1938年入昌圖國民高等學校四年級。1939年考入滿洲國首都新京特別市（今吉林長春）的國立長春法政大學，並於同年6月，化名「王桂林」，秘密加入中國國民黨，參加抗日地下工作。1941年12月大學畢業，被任命為中國國民黨長春市黨部書記長，並因為放棄赴京都帝國大學研習的機會，轉而參加司法官考試及格，被任命為「高等官試補學習法官」（即後補法官），送東京青年會受訓，回國後再進入大同學院、司法官訓練所訓練。先後任職于滿洲國的地方法院、地檢處、高檢處、最高法院、執行與公設辯護人等，以司法官的身份掩護地下工作，期間發展了逾80名同志。1944年3月，因哈爾濱地下黨組織被日滿查抄，有關資訊悉被破獲，即「三省黨部事件」。梁肅戎因而身份暴露，3月27日被以違犯《治安維持法》逮捕，翌年5月被判處有期徒刑12年，同年8月日本投降後獲釋。到台灣後曾於擔任立法委員期間進修，於1976年（56歲）獲日本明治大學法学博士學位，此學歷曾被立法委員謝長廷質疑造假。
東北光復後，任中國國民黨遼北省黨部委員兼宣傳處處長、四平市黨部書記長，並於1948年在遼北省當選立法院第一屆立法委員。同年3月，中共軍隊攻佔四平，梁肅戎喬裝逃出，取道瀋陽、北平到達南京開會。1949年2月，自上海乘坐中興輪抵達台灣。
到台灣後，因身屬CC系而備受打壓。特別是因反對出版法修正案、主張修正刑事訴訟法及擔任雷震的辯護律師，而幾遭開除黨籍的處分。後還曾出任彭明敏的辯護律師，幫助彭明敏與當局達成輸誠換取特赦的交易。也因而同黨外運動人士建立深厚的友誼，1977年出任中國國民黨中央政策會副秘書長後專司與黨外人士的溝通，曾被部分黨內人士指責為「梁勾結」。
1989年當選立法院副院長，1990年當選立法院院長，是最後一任在中國大陸出生、以及立法院在台灣全面改選前的院長。梁肅戎性情剛烈，在擔任立法院院長期間遭到時任民進黨籍立法委員張俊雄摑耳光，兩人而發生肢體衝突。2007年6月11日上午，無黨籍立委李敖質詢時任行政院長的張俊雄，對張俊雄說：「你打他耳光，代表什麼？代表當時要爭取正義，我沒有說你錯；當然我問你『為什麼要這麼做』，你一定會答復說『時代不同了』。……我從來不認為梁肅戎對，可是你也知道：當年你打他一個耳光，破壞立法院的一些氣氛。為什麼他不對？他幹了43年的立法委員，說是代表大陸同胞；我李敖和他同鄉，我在台灣，他還代表我43年，當然我不服氣啊！」
1991年12月31日，自立法院院長暨第一屆立法委員任上退職。後獲聘為總統府資政。退休後籌組新同盟會，支持中國統一，反對台灣獨立。
1998年，臺灣海峽兩岸和平統一促進會在台北成立，梁肅戎出任首任会长。
2004年8月27日凌晨2時7分，梁肅戎因心肺衰竭病逝於臺北市國泰醫院。2004年10月7日，時任中華民國總統陳水扁頒梁肅戎褒揚令：
|  | 總統府前資政、立法院前院長梁肅戎，性行耿介，才識閎通，早歲卒業長春法政大學。曾參與抗日民族運動，履危蹈險，堅貞不屈，凜凜勁節，群流共仰。民國三十七年膺選第一屆立法院立法委員，復獲選立法院副院長、院長；出任立法委員凡四十餘載，致力保障人權，維護言論自由，推動政治改革，促進民主法治，宣勤議席，建立法制，調和鼎鼐，卓著功績。民國八十一年奉聘總統府資政，襄贊樞機，勳猷益懋。綜其生平，公忠體國，盡瘁國事，碩望景行，允垂世範。茲聞溘逝，軫悼良殷，應予明令褒揚，以示政府崇念耆賢之至意。 |

日本評論家藤原弘達曾评价梁肅戎是「身危舌尚存」。

## 「敷衍兩句」事件
1990年10月17日上午11時，立法院處理《勞基法》第八十四條修正案覆議案時，當民主進步黨立委張俊雄上台要求時任行政院院長郝柏村就《勞基法》「大政方針」與「政策的大方向」提出說明時，卻傳出時任立法院長的梁肅戎在閉路電視中說出「敷衍兩句好了」，被《聯合報》記者游其昌聽到，隔日刊登在《聯合報》第二版。10月18日民進黨立法院黨團幹事長謝長廷即要求梁肅戎澄清此事，並於10月24日向立法院秘書長胡濤提出觀看錄影帶，卻遭到梁肅戎下令秘書處將錄影帶封存並指責謝長廷「脅迫」立院工作人員播放錄影帶違法。10月27日立法院與民進黨雙方播放各自錄影帶，聲音卻不一樣，其中民進黨版的影帶可聽到梁肅戎的東北口音說出此句，而立法院版卻沒有。10月29日，梁肅戎召開記者會澄清，認為「敷衍兩句」是當時交代秘書長胡濤針對雜誌社記者要求補助經費的事項，而與國會質詢無關，且當時張俊雄的質詢時間尚餘8分鐘，亦無可能在此時要郝柏村敷衍。10月30日中國國民黨立委王志雄欲上發言台、動議組織專案小組調查真相時，卻遭梁肅戎逕自敲槌宣布散會，梁肅戎認為立法委員並不享有調查權，且自己作為立法委員亦享有言論免責權。11月1日謝長廷在記者會宣稱，如果最後證明自己說謊，將謝罪辭去立委，並要求梁肅戎共同具名，梁肅戎以無立場接受拒絕署名。11月2日，立法院以108人出席、87人反對否決王志雄組成專案小組調查的提案。11月6日再度引起抗爭，立委盧修一走上主席台遭梁肅戎動用警察權維持秩序。最後，梁肅戎在11月15日的立法院院會中，發表帶有「歉意」的聲明，表示「敷衍兩句」並非針對張俊雄，而是胡濤向他請示其他事務時被收錄在麥克風，對因此而引起的風波表示歉意。

## 傳記及研究書目
- 何智霖整理紀錄，1995，粱肅戎先生訪談錄。台北：國史館。

| 前任： 劉闊才 | 立法院副院長 1989年2月24日－1990年2月12日 | 繼任： 劉松藩 |
| 前任： 劉闊才 | 立法院院長 1990年2月12日－1991年12月31日  | 繼任： 劉松藩 |